# 北約代號
北約代號（英語：NATO reporting name，又譯為北约命名），是冷戰時期北大西洋公約組織替苏联与中華人民共和國军事装备所取的編號與命名。之所以會有北約代號的出現，是因為在冷戰時代上述兩個國家的軍事裝備之實際代號與命名保密，通常都不為西方國家所知悉。且苏中两国官方并无北约国家那种赋予各军事装备代號的传统，因此很多装备代號不存在。苏联甚至为并不存在的武器赋予编号，以欺骗间谍。
为便于内部溝通應對，北约单方面制定了这一命名系統以便查閱。但部份過去曾是華沙公約組織成員、但已加入北約的東歐國家，如捷克、斯洛伐克、波蘭、匈牙利、保加利亞等，现今仍經常使用俄製軍火，然而這些國家所持有之俄製軍火型號已從原先蘇聯的內部代碼改為北約代碼，而非現今俄羅斯的GRAU編號。即使使用與俄文相同之西里爾字母的保加利亞，該國現今所擁有的俄製軍火仍以北約代碼登錄。

## 規則
北约負責维护这些名字的列表，命名中的第一個字母指出装备的用途。例如战斗机使用字母“F”起頭，轟炸機使用字母“B”起頭，直升机使用“H”起頭，反坦克导弹用“S”起頭，地对空导弹用“G”起頭。对于飞机的命名，单音节名字用于搭載活塞发动机的機種上，双音节名字則用于發動機機種上。

### 美軍命名
在某些情况下，美国国防部會進一步扩充北约命名。例如在北约的規則中，安装於舰艇或潜艇上的地对空导弹系统之命名通常与其陆基版本的命名相同，尽管它们之間仍然有小幅度的差别。但美国国防部对这些相同基礎但規格不同的系统，就使用有額外后缀的不同代號系統（例如以「SA-N-」取代北約的「SA-」，但為求简便，這些系統的暱稱仍然使用陆基系统相同的名称。如果没有对应的陆基系统，就制訂新的名称稱呼之。

## 蘇聯內部命名
苏联軍方並不替旗下的軍事設備特別制訂官方的通用命名，但如同其他國家的空軍，蘇聯空军内部也有替飛機命上非官方暱稱的習慣。通常，蘇聯的飛行員都不會直接使用北約代號（無論是原名或是譯回俄文的稱法）來稱呼他們自己的軍機。這主要是因為冷戰時代雙方之間的資訊溝通並不通暢，很多苏联飞行员长时间以來都不知道有北约代號這種事物存在，且北约对苏联和中国武器的昵称多含贬义或戏谑感情。

### 蘇聯解體後
隨著蘇聯解體，大部分的加盟共和國成立了獨立國協，而獨立國協最大的武器生產國俄羅斯制定了「GRAU編號」（GRAU是俄羅斯火砲飛彈指揮部的縮寫），並套用於所有的俄製武器。編號的格式為「數字＋英文字母＋數字」，下面為其中部分機種與北約代號相對應的範例：
- 9K32便携式防空导弹即為SA-7
- 9K33即為SA-8导弹
- 9K112眼鏡蛇反坦克導彈即為AT-8
- 9K114風暴反坦克導彈即為AT-6
- 9M120反坦克導彈即為AT-9
- 3M80即為SS-N-22
- 3M45即為SS-N-19
- 4K80即為SS-N-12

然而俄羅斯的GRAU編號在國際軍火出口市場上，不如北約代號來得廣泛使用，而且北約代號比GRAU的編號格式較容易記憶。故在國際軍火市場上，俄製軍火的北約代號之可見度反而比GRAU較為常見，也容易使外國買主一目了然。

## 北约命名列表

### 导弹
- 空对空导弹（首字母为“A”）
  - AA-1 Alkali（鹼性）
  - AA-2 Atoll（環礁）
  - AA-4 Awl（錐子）
  - AA-5 Ash（灰塵）
  - AA-6 Acrid（刺激）
  - AA-7 Apex（頂點）
  - AA-8 Aphid（蚜蟲）
  - AA-9 Amos（阿摩斯）
  - AA-10 Alamo（阿拉莫）
  - AA-11 Archer（弓手）
  - AA-12 Adder（蝰蛇）
  - CAA-4 Asp（蝮蛇）
  - CAA-7 Adze（锛）
  - CAA-9 Azrael（亞茲拉爾）
  - CAA-10 Abaddon（亞巴頓）
  - CAA-12 Auger（螺旋鑽）
- 空對地飛彈（首字母为“K”）
  - AS-4 Kitchen（廚房）
  - AS-7 Kerry（凱利）
  - AS-15 Kent（肯特）
  - AS-16 Kickback（後座力）
  - AS-19 Koala（無尾熊）
  - CAS-1 Kraken（挪威海怪）
  - CAS-5 Keystone（拱顶石）
- 反戰車飛彈（首字母为“S”）
  - AT-3 Sagger（火泥箱）
  - AT-6 Spiral（螺旋）
  - AT-8 Songster （歌手）
  - AT-9 Spiral-2（螺旋-2）
  - AT-11 Sniper（狙擊手）
  - AT-16 Scallion（青蔥）
- 地對空飛彈：包括舰射与潜射，首字母为“G”
  - SA-2 Guideline（指引）
  - SA-3 Goa（果阿）
  - SA-5 Gammon（火腿）
  - SA-7 Grail（聖杯）
  - SA-8 Gecko（壁虎）
  - SA-9 Gaskin（燈籠褲）
  - CSA-1 Guideline（指導方針）
  - CSA-6 Grapple（搏鬥）
  - CSA-9 Gavel（小木槌）
  - CSA-18 Ghost（幽靈）
  - CSA-20 Gridiron（橄欖球場）
  - CSA-21A Guardian（監護人）
- 地對地飛彈：包括舰射与潜射，首字母为“S”，若為艦射/潛射的版本美國國防部代號會加上代表海基的「N」字作為區隔。
  - SS-1 Scud-A（俄语：Р-11）（飛毛腿A型）
  - SS-21 Scarab（聖甲蟲）
  - SS-23 Spider（俄语：Ока (ОТРК)）（蜘蛛）
  - P-15 SS-N-2 Styx（冥河）
  - P-270 SS-N-22 Sunburn（日炙）
  - P-500/P-1000 SS-N-12 Sandbox (沙盒)
  - P-700 SS-N-19 Shipwreck（船難）
  - SY-1 CSS-N-1 Scrubbrush（硬毛刷）
  - YJ-8 CSS-N-4 Sardine（沙丁魚）
  - C-802 CSS-N-6 Saccule（球囊）
  - YJ-62 CSS-N-9 Scupper（沈沒）
  - YJ-83 CSS-N-12 Striker（前鋒）
  - YJ-18 CSS-N-13 Shredder（碎紙機）
- 巡弋飛彈：包括舰射与潜射，首字母为“S”。
  - HY-1 CSSC-2 Silkworm（蠶蟲）
  - HY-2 CSSC-3 Seersucker（泡泡紗）
  - YJ-16 CSSC-5 Saples（树苗）
  - HY-3 CSSC-6 Sawhorse（鋸木架）
  - HY-4 CSSC-7 Sadsack（冒失鬼）
  - YJ-2 CSSC-8 Saccade（掃描）
  - CJ-10 CSSC-9 Spork（叉勺）
  - CJ-100 CSSC-13 Splinter（碎片）

### 雷達
- Duga雷達 Steel Yard（鋼鐵料場）
- MP-212雷達 Eye Bowl（眼框）
- MR-114雷達 Owl Screech（鴞鳴）
- MR-123雷達 Bass Tilt（低音帳篷）
- MR-302M雷達 Sturt Pair（雙支柱）
- MR-360雷達 Cress Swordss（十字劍）
- MR-500雷達 Big Net（大網）
- MR-600雷達 Top Sail（頂帆）
- MR-650雷達 Flat Screen（平板屏）
- MR-700雷達 Top Steer（頂舵）
- MR-700M雷達 Plate Steer（板舵）
- MR-750雷達 Top Plate（頂板）
- MR-800雷達 Top Pair（頂對）
- 3R41雷達 Top Dome (頂罩）
- 30N6E雷達 Tombstone（墓碑）
- 346型雷達 Dragon Eye（龍眼）
- 4R60雷達 Head Light（頭燈）

### 飞机[4][5]
- 轰炸机（首字母为“B”）
  - Il-2 Bark（樹皮）
  - Il-10 Beast（野獸）
  - Il-28 Beagle（小獵犬）
  - Tu-160 Blackjack（海盜旗）
  - Tu-22 Blinder（眼罩）
  - Tu-22M Backfire（逆火）
  - Tu-2 Bat（蝙蝠）
  - Tu-4 Bull（公牛）
  - Tu-14 Bosun（水手）
  - Tu-16 Badger（獾）
  - Tu-95 Bear（熊）
  - Tu-98 Backfin（背鰭）
- 战斗机/攻擊機（首字母为“F”）
  - J-8 Finback（長鬚鯨）
  - JH-7 Flounder（比目魚）
  - J-10 Firebird（火鸟）
  - J-11 Flanker-L（側衛-L）
  - J-15 Flanker-X2（側衛-X2）
  - J-16 Flanker-N（側衛-N）
  - J-20 Fagin（費金）
  - MiG-15 Fagot（柴捆）
  - MiG-17/J-5 Fresco（壁畫）
  - MiG-19/J-6 Farmer（農夫）
  - MiG-21/J-7 Fishbed（魚床）
  - MiG-23 Flogger（鞭笞者）
  - MiG-25 Foxbat（狐蝠）
  - MiG-27 Flogger-D/H/J（鞭笞者-D/H/J）
  - MiG-29 Fulcrum（支點）
  - MiG-29K Fulcrum-D（支點-D）
  - MiG-29M Fulcrum-E（支點-E）
  - MiG-31 Foxhound（捕狐犬）
  - MiG-35 Fulcrum F（支點 F）
  - Q-5 Fantan（番摊）
  - Su-7 Fitter-A（裝配匠-A）
  - Su-9 Fishpot（魚窩）
  - Su-15 Flagon（酒壺）
  - Su-17 Fitter（裝配匠）
  - Su-20 Fitter-C（裝配匠-C）
  - Su-22 Fitter-F（裝配匠-F）
  - Su-24 Fencer（劍客）
  - Su-25 Frogfoot（蛙足）
  - Su-27 Flanker（側衛）
  - Su-30 Flanker-C（侧卫-C）
  - Su-30MKI Flanker-H（側衛-H）
  - Su-30MKK Flanker-G（側衛-G）
  - Su-33 Flanker-D（侧卫-D）
  - Su-35 Flanker-E（侧卫-E）
  - Su-37 Flanker-F（側衛-F）
  - Su-34 Fullback（後衛）
  - Su-47 Firkin（小木桶）
  - Su-57 Felon（惡棍)
  - Tu-28 Fiddler（提琴手）
  - Yak-15 Feather（羽毛）
  - Yak-28 Firebar（火把）
  - Yak-36 Freehand（徒手）
  - Yak-38 Forger（鍛工）
  - Yak-141 Freestyle（自由式）
- 直升机（首字母为“H”）
  - Mi-1 Hare（野兔）
  - Mi-2 Hoplite（甲兵）
  - Mi-6 Hook（吊鈎）
  - Mi-8 Hippo（河馬）
  - Mi-24 Hind（雌鹿）
  - Mi-26 Halo（光环）
  - Mi-28 Havoc（浩劫）
  - Ka-25 Hormone（賀爾蒙）
  - Ka-27 Helix（螺旋）
  - Ka-50 Hokum-A（噱頭-A）
  - Ka-52 Hokum-B（噱頭-B）
- 运输机/客機（首字母为“C”）
  - An-2 Colt（幼駒）
  - An-12/Y-8 Cub（幼犬）
  - An-28 Cash（鈔票）
  - An-30 Clank（鏗鏘）
  - An-124 Condor（禿鷲）
  - An-225 Cossack（哥薩克）
  - Be-30 Cuff（袖口）
  - Il-62 Classic（文豪）
  - Il-76 Candid（快照）
  - Tu-104 Camel（駱駝）
  - Tu-114 Cleat（木栓）
  - Tu-124 Cookpot（鐵鍋）
  - Tu-134 Crusty（硬殼）
  - Tu-144 Charger（衝鋒）
  - Tu-154 Careless（糊塗）
  - Yak-42 Clobber（重擊）
- 其它飞机（首字母为“M”）
  - A-50 Mainstay（主桅索，預警機）
  - An-71 Madcap（瘋帽子，預警機）
  - Be-6 Madge（馬奇，海洋巡邏偵察機）
  - Be-10 Mallow（錦葵，巡邏轟炸機）
  - Il-78 Midas（大富豪，空中加油機）
  - KJ-200 Moth（飛蛾，預警機）
  - KJ-2000 Mainring（主環，預警機）
  - Tu-126 Moss（苔蘚，預警機）
  - Yak-14 Mare（母馬，運輸滑翔機）
  - Yak-130 Mitten（手套，高級教練機）

### 艦艇
- 718工程远洋油水干货補給艦
- 905型運輸補給艦 Nancang-class （南仓級補給艦）
- 904型運輸補給艦 Dayun（大運）
- 904B型綜合補給艦 Danyao II（彈藥II）
- 904A型綜合補給艦 Danyao（彈藥）
- 903型綜合補給艦 Fuchi-class（福池級補給艦）
- 901型綜合補給艦 Fuyu-class（福玉級快速戰鬥支援艦）
- 075型兩棲攻擊艦 Yushen-class（玉申級兩棲攻擊艦）
- 071型船塢登陸艦  Yuzhao-class（玉昭級船塢登陸艦）
- 072A型大型登陸艦  Yuting II-class（玉亭II級坦克登陸艦）
- 072III型大型登陸艦Yuting I-class（玉亭I級坦克登陸艦）
- 072II型大型登陸艦 Yuting-class（玉亭級坦克登陸艦）
- 072型大型登陸艦 Yukan-class（玉坎級坦克登陸艦）
- 073III型中型登陸艦 Yudeng-class（玉登級坦克登陸艦）
- 073II型中型登陸艦/073型中型登陸艦 Yudao-class（玉島級坦克登陸艦）
- 079型中型登陸艦 Yulian-class（玉連級坦克登陸艦）
- 074A型登陸艇 Yubei-class（玉北級坦克登陸艦）
- 074型登陸艇 Yuhai-class（玉海級坦克登陸艦）
- 055型驅逐艦 Renhai-class（刃海級巡洋艦）
- 052D型驅逐艦 Luyang III-class（旅洋III級驅逐艦）
- 052C型驅逐艦 Luyang II-class（旅洋II級驅逐艦）
- 052B型驅逐艦 Luyang I-class（旅洋I級驅逐艦）
- 051C型驅逐艦 Luzhou-class（旅州級驅逐艦）
- 051B型驅逐艦 Luyang-class（旅海級驅逐艦）
- 052型驅逐艦 Luhu-class（旅滬級驅逐艦）
- 051型驅逐艦 Luda-class（旅大級驅逐艦）
- 6607型驅逐艦 Anshan-class（鞍山級驅逐艦）
- 054A型護衛艦 Jiangkai II-class （江凱II級巡防艦）
- 054型護衛艦 Jiangkai I-class （江凱I級巡防艦）
- 053H3型護衛艦 Jiangwei II-class（江衛II級巡防艦）
- 053H2G型護衛艦 Jiangwei I-class（江衛I級巡防艦）
- 053H1G型護衛艦 Jianghu V-class（江湖V級巡防艦）
- 053H1Q型護衛艦 Jianghu IV-class（江湖IV級巡防艦）
- 053H2型護衛艦 Jianghu III-class（江湖III級巡防艦）
- 053H1型護衛艦 Jianghu II-class（江湖II級巡防艦）
- 053H型護衛艦 Jianghu I-class（江湖I級巡防艦）
- 053K型護衛艦 Jiangdong-class（江東級巡防艦）
- 65型護衛艦 Jiangnan-class（江南級巡防艦）
- 6601型護衛艦 Chengdu-class（成都級巡防艦）
- 056型輕型護衛艦/056A型輕型護衛艦 Jiangdao-class（江島級護衛艦）
- 037II型導彈護衛艇  Houjian-class（紅箭級護衛艇）
- 037型反潛護衛艇 Hainan-class（海南級護衛艇）
- 22型導彈快艇 Houbei-class（紅稗級飛彈艇）
- 024型導彈艇 Heku-class（河谷級飛彈艇）

### 潜艇

#### 前蘇聯/俄羅斯
一般都以無線電代碼的英文字首命名。
- 阿爾法級核潛艇（Alpha）
- 奧斯卡級核潛艇（Oscar）
- 德爾塔級核潛艇（Delta）
- 基洛級潛艇（Kilo）
- 羅密歐級潛艇（Romeo）
- 老爹級潛艇（Papa）

但也有少數例外，如阿庫拉級核潛艇（Akula，俄文「鯊魚」）、颱風級核潛艇（Typhoon）。

#### 中華人民共和國
一般都以中国朝代命名，而中国人民解放军方面則以數字命名。
- 096型核潛艇 Tang-class（唐級）
- 094型核潛艇 Jin-class（晉級）
- 092型核潛艇 Xia-class（夏級）
- 095型核潛艇 Sui-class（隋級）
- 093型核潛艇 Shang-class（商級）
- 091型核潛艇 Han-class（漢級）
- 039A型潛艇 Yuan-class（元級）
- 039型潛艇 Song-class（宋級）
- 035型潛艇 Ming-class（明級）
- 32型潛艇 Qing-class（清級）